# خلر کرکی
خلر کرکی (نام علمی: Lathyrus hirsutus) نام یک گونه از سرده خلر است.